# Euchalcis vexans
Euchalcis vexans är en stekelart som beskrevs av Boucek 1972. Euchalcis vexans ingår i släktet Euchalcis och familjen bredlårsteklar.
Artens utbredningsområde är:
- Frankrike.
- Spanien.
- Kroatien.

Inga underarter finns listade i Catalogue of Life.